# Bestuurlijke indeling van Servië

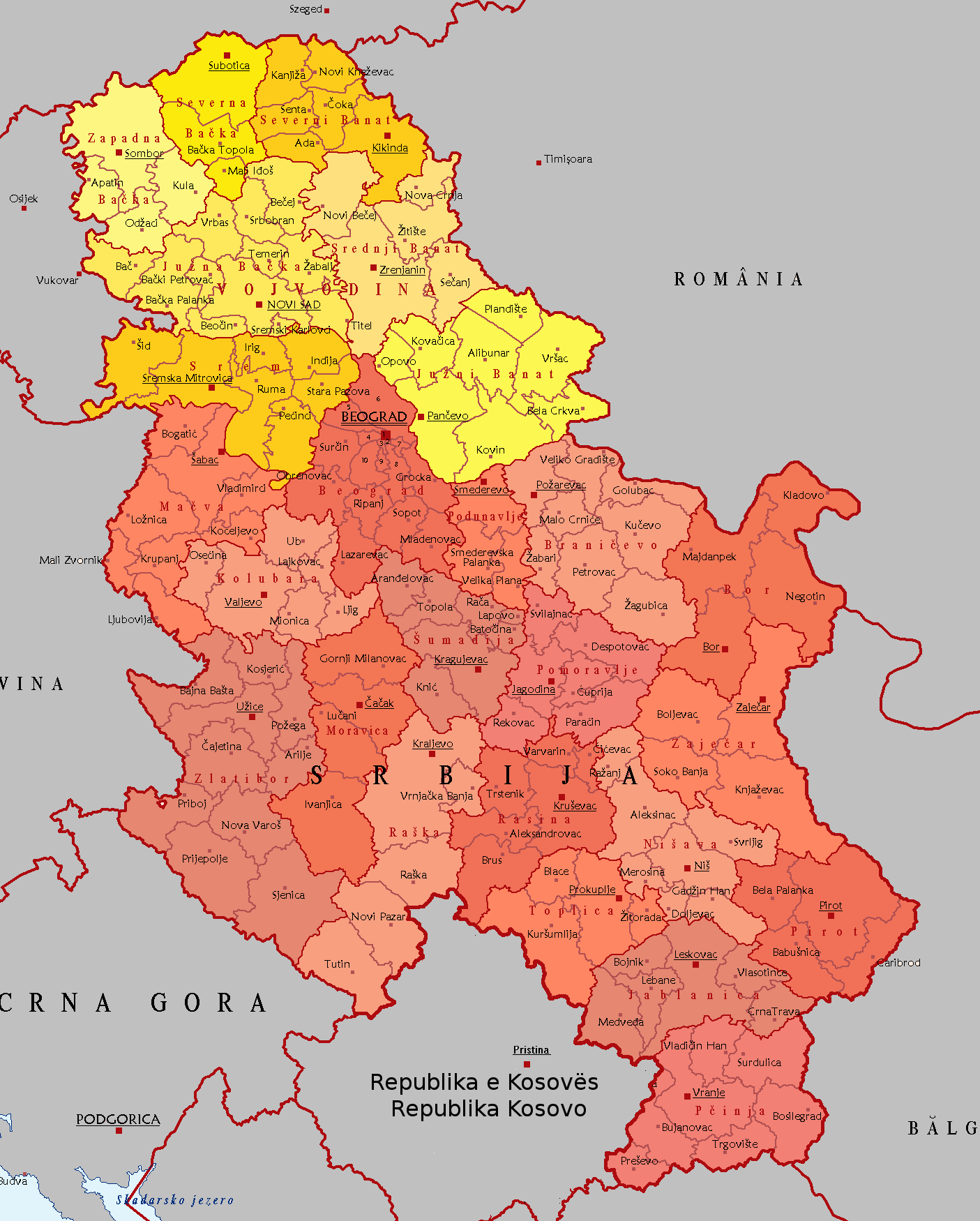
Kaart van Servië met districten en gemeenten

De bestuurlijke indeling van de Republiek Servië wordt geregeld door de Wet op de territoriale organisatie van Servië (Servisch: Zakon o Teritorijalnoj Organizaciji Republike Srbije). Deze wet werd van kracht na zijn publicatie in het Staatsblad van de Republiek Servië op 29 december 2007. Volgens deze wet vormen de gemeenten, steden en de hoofdstad Belgrado de basiseenheden van de territoriale organisatie van Servië. De wet onderscheidt tevens twee autonome provincies, de Autonome Provincie Kosovo en Metohija en de Autonome Provincie Vojvodina. Hoewel Kosovo sinds juni 1999 met de aanvaarding van Veiligheidsraadresolutie 1244, onttrokken werd aan de macht van Servië en hoewel Kosovo op 17 februari 2008 eenzijdig zijn onafhankelijkheid heeft uitgeroepen en dus een de facto onafhankelijke staat is, blijft Servië Kosovo - ook in zijn wetgeving - beschouwen als een onlosmakelijk deel van zijn eigen grondgebied. Het deel van Servië wat buiten Kosovo en Vojvodina valt, wordt Centraal-Servië genoemd. Centraal-Servië is geen bestuurlijke eenheid.
Naast de Wet op de territoriale organisatie van Servië bepaalt de Ordonnantie over de administratieve districten (Servisch:Uredba o upravnim okruzima) dat Servië wordt onderverdeeld in 29 administratieve districten (upravni okrug). Alle gemeenten en steden, buiten de stad Belgrado, worden ondergebracht binnen deze districten. Volgens deze ordonnantie zijn er 17 administratieve districten in Centraal-Servië, 7 in Vojvodina en 5 in Kosovo en Metohija.

## Autonome provincies
Autonome provincies zijn territoriale eenheden met een zekere vorm van lokale autonomie. De wet onderscheidt twee autonome provincies, de Autonome Provincie Kosovo en Metohija en de Autonome Provincie Vojvodina.

### Vojvodina
Het grondgebied van de Autonome provincie Vojvodina is onderverdeeld in 40 gemeenten en 6 steden.
- Gemeenten: Ada, Alibunar, Apatin, Bač, Bačka Palanka, Bačka Topola, Bački Petrovac, Bečej, Bela Crkva, Beočin, Vrbas, Vršac, Žabalj, Žitište, Inđija, Irig, Kanjiža, Kikinda, Kovačica, Kovin, Kula, Mali Iđoš, Nova Crnja, Novi Bečej, Novi Kneževac, Opovo, Odžaci, Pećinci, Plandište, Ruma, Sečanj, Senta, Srbobran, Sremski Karlovci, Stara Pazova, Temerin, Titel, Čoka en Šid.
- Steden: Novi Sad, Zrenjanin, Pančevo, Sombor, Sremska Mitrovica en Subotica.

### Kosovo en Metohija
Het grondgebied van de Autonome provincie Kosovo en Metohija is onderverdeeld in 28 gemeenten en 1 stad.
- Gemeenten: Vitina, Vučitrn, Glogovac, Gnjilane, Gora, Dečani, Đakovica, Zubin Potok, Zvečan, Istok, Kačanik, Klina, Kosovska Kamenica, Kosovska Mitrovica, Kosovo Polje, Leposavić, Lipljan, Novo Brdo, Obilić, Orahovac, Peć, Podujevo, Prizren, Srbica, Suva Reka, Uroševac, Štimlje en Štrpce.
- Stad: Priština

## Districten
De Servische overheid bepaalde op 29 januari 1992 met een ordonnantie/verordening (Uredba o načinu vršenja poslova ministarstava i posebnih organizacija van njihovog sedišta) dat de districten (Servisch: okrug) "regionale centra van het staatsgezag" zijn. Op 27 februari 2006 werd deze ordonnantie vervangen door de "Ordonnantie over de administratieve districten". Deze ordonnantie bepaalde dat de namen van alle districten werden veranderd van okrug (district) naar upravni okrug (administratief district).
Servië wordt volgens de Ordonnantie over de administratieve districten onderverdeeld in 29 administratieve districten (upravni okrug). Volgens deze ordonnantie zijn er 17 administratieve districten in Centraal-Servië, 7 in Vojvodina en 5 in Kosovo en Metohija. Een administratief district wordt bestuurd door een prefect (načelnik) die benoemd wordt door de centrale overheid.

## Gemeenten
De gemeente (Servisch: opština/општина) vormt de basiseenheid van het lokale zelfbestuur. Een gemeente dient minimaal 10.000 inwoners te hebben. Servië bestaat momenteel uit 150 gemeenten.

## Steden
De stad (Servisch: Grad/град) is een territoriale eenheid die een economisch, bestuurlijk, geografisch en cultureel centrum vormt van een grotere regio. Een stad dient meer dan 100.000 inwoners te hebben.Het grondgebied van een stad kan verder onderverdeeld worden in stadsgemeenten. De onderverdeling van de stad en haar stadsgemeenten wordt bepaald door de Statuten van de stad. Servië bestaat momenteel uit 24 steden (23 steden en Belgrado).
De steden zijn Belgrado, Čačak, Jagodina, Kraljevo, Kragujevac, Kruševac, Leskovac, Loznica, Novi Pazar, Novi Sad, Niš, Pančevo, Požarevac, Priština, Smederevo, Sombor, Sremska Mitrovica, Subotica, Šabac, Užice, Valjevo, Vranje, Zaječar en Zrenjanin.

## Belgrado
De stad Belgrado vormt een aparte territoriale eenheid bepaald door de Servische grondwet en de Wet op de territoriale organisatie van Servië. Belgrado bestaat uit 10 stadsgemeenten (Gradska opština) en 7 landelijke gemeenten (Prigradska opština).
- De stadsgemeenten zijn: Čukarica, Novi Beograd, Palilula, Rakovica, Savski Venac, Stari Grad, Voždovac, Vračar, Zemun en Zvezdara.
- De landelijke gemeenten zijn: Barajevo, Grocka, Lazarevac, Mladenovac, Obrenovac, Sopot en Surčin.